# Соматографія
Соматографія (англ. somatography, нім. Somatographie f) – метод аналізу характерних поз операторів, положень їх тіла в різних функціональних станах. 
У основі соматографії лежить антропометрія – метод, заснований на аналізі і синтезі геометричних розмірів людського тіла як випадкових для представницької вибірки людей величин  з метою їх раціонального використання при організації систем "людина-машина-зовнішнє середовище". При цьому чисельні значення кожної антропометричної ознаки (ріст, розмах рук, передня досяжність руки, найбільша ширина долоні руки і т.д.) добре описуються нормальним законом розподілу. Якщо трудова діяльність вимагає нестандартних втомливих поз протягом досить тривалого часу (напр., для робочих очисних вибоїв на тонких і крутих пластах вугільних шахт), то для створення зручних в експлуатації машин потрібно виходити з результатів спостережень і узагальнення  поведінки операторів на таких робочих місцях. Внаслідок соматографічного аналізу розробляють рекомендації щодо раціонального розміщення органів управління і засобів відображення інформації, планування робочого місця загалом за критеріями стомлюваності оператора, безпеки і ефективності праці.